# Eva Olsson (Holocaust-Überlebende)
Eva Olsson (* 28. Oktober 1924 in Szatmár, Ungarn als Ester Malek) ist eine ungarische Überlebende des Holocaust, die bis heute in Nordamerika als Zeitzeugin auftritt.

## Leben
Eva Olsson, damals noch Ester Malek, war das vierte von sechs Kindern einer armen chassidisch-jüdischen Familie. Als die Deutschen im Mai 1944 Ungarn besetzten, wurde die Familie gemeinsam mit vielen anderen Juden in Güterwagen gepfercht und nach Auschwitz deportiert. Dort soll Josef Mengele die 19-jährige Ester und ihre Schwester Fradel zum Arbeitslager eingeteilt haben, während alle anderen Familienmitglieder, darunter auch ihre fünf Nichten, selektiert und in den Gaskammern ermordet wurden. Eva und ihre Schwester wurden kurz darauf nach Düsseldorf, später nach Essen zur Zwangsarbeit bei Krupp gebracht, wo sie einige Monate Munition herstellten. Nach einer Bombardierung der Kruppschen Fabrik wurden die Zwangsarbeiter nach Bergen-Belsen gebracht. Im Lager überlebten die Schwestern mehrere Monate trotz Hunger und Typhus, bevor sie am 15. April 1945 durch britische Truppen aus dem Lager befreit wurden. Sie waren die einzigen Überlebenden ihrer Familie. Fradel lebt heute in Israel.
Nach dem Kriegsende zogen Eva und Fradel ins neutrale Schweden, wo Eva ihren künftigen Ehemann Rude Olsson kennenlernte und heiratete; Fradel missbilligte die Verbindung und wandte sich von Eva ab. Wegen des Koreakriegs Anfang der 1950er Jahre stieg bei dem Ehepaar die Angst vor einem erneuten Krieg in Europa, so dass die Olssons 1951 nach Kanada auswanderten. Zunächst ließen sie sich in Montreal nieder, zogen aber auf der Suche nach Arbeit später nach Toronto um. 1954 kam ihr Sohn Jan auf die Welt. Doch schon 1964, mit 39 Jahren, starb Rude Olsson bei einem Autounfall, und Eva Olsson musste sich und ihren 10-jährigen Sohn Jan allein durchbringen. Dies gelang Olsson durch Zimmervermietung in ihrem Haus in Richmond Hill.
Später, nach einem Studium an der Queen’s University, begann Jan Olsson als Lehrer in Muskoka zu arbeiten. 1985 holte er seine Mutter auch dorthin, wo sie seitdem in Bracebridge lebt, in der Nähe ihrer vier Enkel.
Erst 1996 begann Eva Olsson damit, sich mit ihrer Vergangenheit zu beschäftigen, als ihre Enkelin ein Projekt über den Zweiten Weltkrieg ausarbeitete. Das erste Mal in ihrem Leben brach sie ihr Schweigen über die schrecklichen Erinnerungen, als sie in der Monck Public School über ihre Erfahrungen in Auschwitz sprach. Insbesondere der Tod ihrer fünf Nichten in Auschwitz, damals zwischen zwei Monaten und dreieinhalb Jahren alt, motivierte sie, ihre Erfahrungen an die Kinder von heute weiterzugeben. Seitdem reist Eva Olsson vor allem durch Kanada und die USA, um bevorzugt an Schulen und Universitäten vor dem Hass und Rassismus zu warnen, die den Holocaust ermöglicht haben. Sie hat inzwischen über 3000 Reden in aller Welt gehalten.
2001 veröffentlichte Eva Olsson ihre Biografie unter dem Titel Unlocking the doors. Zehn Jahre später entstand mit Remembering Forever: A Journey of Darkness and Light eine Sammlung von Ansprachen und Lesungen, die sie auf ihren Vortragsreisen gehalten hat. Im selben Jahr gab sie gemeinsam mit ihrem Sohn Jan das Buch Every step of the way heraus.
Im Jahr 2007 besuchte Olsson ihren Geburtsort und drei ehemalige Konzentrationslager.
Eva Olsson hat zahlreiche Ehrungen erhalten, darunter den Order of Ontario und die Ehrendoktorwürde der Nipissing University.

## Werke
- Eva Olsson: Unlocking the doors: A woman's struggle against intolerance, 2001, ISBN 9781890412500, Biographie[10]
- Eva Olsson: Stronger than fire : a woman's struggle against intolerance, 2001, Auszüge von Ansprachen und Lesungen (auch als CD)
- Eva Olsson, Ron Jacques: Remembering forever : a journey of darkness and light, 2008[2]
- Eva und Jan Olsson: Every step of the way
- Eva Olsson: Tolerance and compassion, Vortragsserie

## Ehrungen
- Ehrendoktorwürde der Nipissing University
- 2007: Order of Ontario, Liste der Träger des Order of Ontario#2007[11]
- 2019: YWCA Muskoka’s Maggie Ringling Award[12]